# 8: Kindred Spirits (Live from the Lobero)
8: Kindred Spirits (Live from the Lobero) — концертный альбом американского джазового саксофониста Чарльза Ллойда, изданный 28 февраля 2020 года на студии Blue Note Records. Альбом получил положительную оценку. Концерт прошёл в Lobero Theatre в Санта-Барбаре (Калифорния, США).

## Отзывы
| Совокупная оценка | Совокупная оценка |
| Источник          | Оценка            |
| ----------------- | ----------------- |
| Metacritic        | 80/100            |
| Оценки критиков   |                   |
| Источник          | Оценка            |
| All About Jazz    | [ 3 ]             |
| AllMusic          | [ 4 ]             |
| Financial Times   | [ 5 ]             |
| Jazz Journal      | [ 6 ]             |
| The Times         | [ 7 ]             |

8: Kindred Spirits (Live from the Lobero) получил положительные отзывы от музыкальных критиков. На сайте Metacritic, который присваивает нормализованный рейтинг из 100 баллов рецензиям основных критиков, альбом получил 80 баллов из 100 на основе 4 рецензий, что означает «в целом благоприятные отзывы».
Дэвид Уайтис из JazzTimes написал: «В своих лучших проявлениях приверженность Ллойда музыке как средству духовного подъёма ставит его в пантеон, включающий Колтрейна, Эйлера, Сандерса и их музыкальное потомство, а также, к лучшему или худшему, джем-группы, которые зародились в Сан-Франциско в период раннего расцвета Ллойда и с тех пор сформировали собственный музыкальный жанр (а также целую субкультуру)». Том Джурек из AllMusic заявил: «Пожалуй, это издание 8: Kindred Spirits, хотя это только первый сет, является одним из самых сильных концертных предложений Ллойда на сегодняшний день». Питер Гэмбл в своей рецензии для Jazz Journal отметил: «Отрадно обнаружить Ллойда в такой великолепной форме на данном этапе его жизни …». Роб Шепард из PostGenre отметил: «От ранних записей с Чико Гамильтоном в качестве сайдмена до недавней группы Marvels, [Ллойд] отказывается создавать искусство, которое можно было бы втиснуть в рамки какой-либо формы. 8: Kindred Spirits (Live from the Lobero) прекрасно отражает эту природу его творчества».

## Список композиций
| №                   | Название            | Автор(ы)            | Длительность |
| ------------------- | ------------------- | ------------------- | ------------ |
| 1.                  | «Dream Weaver»      | Lloyd               | 21:05        |
| 2.                  | «Requiem»           | Lloyd               | 11:32        |
| 3.                  | «La Llorona»        | Traditional         | 9:03         |
| 4.                  | «Ruminations»       | Lloyd               | 18:07        |
| Общая длительность: | Общая длительность: | Общая длительность: | 59:49        |